# كونور هايز
كونور هايز (بالإنجليزية: Conor Hayes)‏ هو لاعب قذف أيرلندي، ولد في 11 مايو 1958 في Kiltormer ‏ في جمهورية أيرلندا.